# Коптевское
Коптевское — озеро в Тейковском районе Ивановской области, на территории Морозовского сельского поселения. Расположено в 17,5 км юго-западнее г. Тейково, в 4 км юго-западнее с. Морозово, в 0,5 км западнее д. Коптево, на высоте 133,3 м над уровнем моря.
Площадь озера Коптевское с островами — 52,4 га, без островов — 50,7 га, по Государственный водный реестр — 0,6 км². Озеро относится к мелководным. Средняя глубина — 0,5 м, максимальная глубина — 1,4 м. Объем воды — 0,0002287 км³.

## Описание
Озеро имеет овальную форму. Представляет собой остаточный бессточный водоем от обширного приледникового бассейна. С востока к озеру примыкает болото Коптевское. Относится к бассейну Подыксы.
Вода в озере с серым оттенком вследствие высокого содержания взвешенных органических веществ. Прозрачность воды очень низкая, не превышает 30 см. Минерализация воды колеблется от 0,3 до 0,6 г/л, а общая жёсткость воды от 1,2 до 9,4 мг экв.
На дне озера сформировались большие запасы сапропеля. По данным геологоразведческой экспедиции 1983 года, общая площадь месторождения сапропеля — 81,2 га. Обнаружены несколько видов сапропеля: смешанно-водорослевый, органо-глинистый и торфянистый. Средняя мощность сапропелевых отложений в границах акватории озера — 1,9 м. Запасы сапропелевых отложений — 425,1 тыс. т.
По характеру прибрежной растительности озеро закрытое. На его берегах преобладает древесная и кустарниковая растительность. Берега озера низкие, торфянистые. Восточный берег сухой, песчаный, после пожара 2004 года зарастает сосной обыкновенной и березой повислой.

### Историческая ценность
В 1974 году в окрестностях д. Коптево, в ходе экспедиции, обнаружены четыре курганных могильника. В том же году два из них (№ 1 и № 2) исследовались Славянским отрядом Верхневолжской экспедиции ИА АН СССР под руководством К. И. Комарова.
Коптевские курганные могильники относятся к археологическим памятникам Ивановской области.
Коптевский курганный могильник № 1 находится в 1,5 км юго-восточнее д. Коптево, Коптевский курганный могильник № 2 — в 1,2 — 1,3 км юго-восточнее д. Коптево, Коптевский курганный могильник № 3 — в 2,4 км северо-восточнее д. Коптево, Коптевский курганный могильник № 4 — в 1,6 км северо-восточнее д. Коптево.

## Флора и фауна
К 2016 году на территории ООПТ во флоре, насчитывается 154 вида сосудистых растений. Преобладают представители отдела покрытосеменных растений. Представители отделов папоротниковидные, хвощевидные и голосеменные представлены двумя видами каждый. Отдел плауновидные представлен только одним видом.
Среди редких видов по берегам озера найдены популяции двух видов, которые занесены в Красную книгу Ивановской области: пушица стройная и пузырчатка малая. 5 видов относятся к редким для флоры Ивановской области растениям, занесенным в "Дополнительный список сосудистых растений, нуждающихся в постоянном контроле: плаун годичный, очеретник белый, ива филиколистная, кувшинка белоснежная, клюква болотная.
Ихтиофауна озера представлена пятью видами рыб. Подтверждено обитание трёх видов: ротан, серебряный карась, золотой карась. Наиболее многочислен ротан.
По опросам рыбаков, в озере ранее обитали: обыкновенная щука и речной окунь. Численность этих видов резко сократилась.
На берегах озера замечены места обитания около водных грызунов: водяной полёвки, ондатры и бобра.